# Апанаж

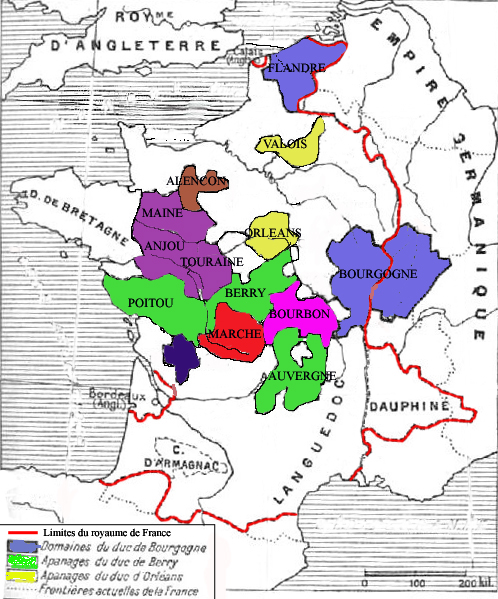
Апанажи французской короны при Карле VI

Апана́ж (фр. apanage «удел», от позднелат. appano «снабжаю хлебом») — часть наследственных земельных владений или денежное содержание, которые передавались некоронованным членам королевской семьи.
Там, где престол был замещаем (по салической системе) только лицами мужского пола, апанаж не предоставлялся принцессам, хотя недвижимое имущество им и давалось. Где существовал для монарха так называемый цивильный лист (то есть точно определяемый размер содержания), там апанаж сообразовался с этим размером и, как все финансовые назначения, вотировался в палате народных представителей.
При назначении апанажа держались одной из следующих двух главных систем: 1) система, при которой каждому принцу при достижении им совершеннолетия назначается апанаж, определяется недвижимое имущество, переходящее в случае его смерти опять к государству; 2) наследственная система, при которой назначенный апанаж переходит по смерти получившего к его наследникам, разделяется между ними и возвращается государству, только когда его линия угаснет.
При этом титул, получаемый принцем при рождении (например, во Франции — герцог Орлеанский, герцог Бургундский, герцог Анжуйский и т.д.) не имели ничего общего с правом владения соответствующим апанажем. По достижении совершеннолетия принц получал в апанаж определенное владение, однако он необязательно соответствовал собственному титулу принца.
В России содержание членов императорской фамилии было определено императором Павлом I (5 апреля 1797 года) совершенно на других началах — на основании созданных тогда удельных имений.